# Sábados comunistas

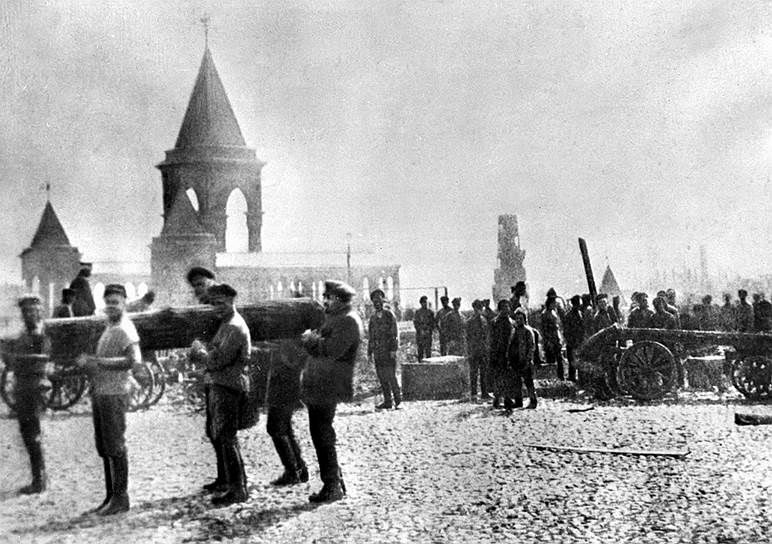
Lenin en un subbótnik, 2 de mayo de 1920.

Los sábados comunistas, subbótniki o voskrésniki (de las palabras rusas subbota, "sábado", o voskresenie "domingo") eran días de trabajo voluntario no remunerado en la Unión Soviética, que fueron instaurados y promovidos por el poder bolchevique durante los primeros años tras la Revolución de Octubre de 1917, dentro del marco del llamado "comunismo de guerra". Los subbótniki se solían organizar para limpiar las calles de basura. 

## Historia
El primer subbótnik tuvo lugar el 12 de abril de 1919, cuando quince obreros comunistas o simpatizantes continuaron voluntariamente su trabajo tras la jornada laboral en depósito de trenes Moscú Sortiróvochnaya de la vía férrea Moscú-Kazán. Estuvieron reparando durante la noche tres locomotoras que necesitaban revisión y que habían quedado pendientes de terminar el día anterior. Al amanecer las locomotoras estaban listas y pudieron enviarse inmediatamente al frente del Este (Rusia se encontraba en plena guerra civil) llenas de destacamentos de soldados del Ejército Rojo provenientes de Moscú y Petrogrado.
En un movimiento que se fue ampliando, el primer subbótnik de distrito tuvo lugar el 10 de mayo de 1919, y en él participaron 205 personas, reparando y preparando 4 locomotoras y 16 vagones, así como cargando y descargando trenes.
El primer subbótnik organizado en todo el país se celebró el 1 de mayo de 1920, y en él participó el propio Lenin, en su caso limpiando de escombros un edificio derruido en el Kremlin, episodio retratado en la famosa pintura de Vladímir Krijatski, Lenin en el primer subbótnik, en la que se representa al dirigente comunista arrastrando un tronco. A Lenin le gustaba la idea de los subbótniki, considerados como el germen de lo que sería el trabajo libre comunista. Sus reflexiones sobre este fenómeno se recogen por primera vez en el folleto La Gran Iniciativa, de 28 de junio de 1919.

El heroísmo de los obreros en retaguardia no es menos digno de atención [que el de los combatientes]; a este respecto, la organización por los obreros, por propia iniciativa, de sábados comunistas tiene un alcance verdaderamente gigantesco. Evidentemente, esto no es más que un principio, pero un principio de una importancia extrema. Es el inicio de una revolución más difícil, más esencial, más radical y más decisiva que el derrocamiento de la burguesía, porque es una victoria sobre nuestra propia rutina, nuestro relajamiento, nuestro egoísmo pequeño-burgués, sobre esos hábitos que el capitalismo ha legado al obrero y al campesino. Cuando esta victoria se consolide, entonces y sólo entonces, la nueva disciplina social, la disciplina socialista habrá sido creada; entonces y sólo entonces, la vuelta atrás, el retorno al capitalismo, devendrá imposible, y el comunismo será verdaderamente invencible.
Lenin. La Gran Iniciativa

Los subbótniki fueron también promovidos durante la década de los 50 en los países del Bloque Oriental, y especialmente en la República Democrática de Alemania (RDA) a iniciativa de los mismos trabajadores, siguiendo el ejemplo de los mayores.